# 2024년 하계 올림픽 세네갈 선수단
세네갈은 2024년 7월 26일부터 8월 11일까지 파리에서 열리는 2024년 하계 올림픽에 출전했다. 이는 세네갈이 하계 올림픽에 16회 연속 출전하는 것이 된다.

## 출전 선수
| 종목   | 남자 | 여자 | 전체 |
| ------ | ---- | ---- | ---- |
| 육상   | 2    | 1    | 3    |
| 카누   | 1    | 1    | 2    |
| 펜싱   | 0    | 1    | 1    |
| 유도   | 1    | 0    | 1    |
| 수영   | 1    | 1    | 2    |
| 탁구   | 1    | 0    | 1    |
| 태권도 | 1    | 0    | 1    |
| 전체   | 7    | 4    | 11   |

## 매달 집계
| 종목 | 1 | 2 | 3 | 합계 |
| 종목 | ' | ' | ' | '    |
| 종목 | ' | ' | ' | '    |
| 종목 | ' | ' | ' | '    |
| 합계 | ' | ' | ' | '    |

## 같이 보기
- 2024년 하계 올림픽